# Wincy Oyarce
Wincy Oyarce, nombre artístico de Edwin Andrés Oyarce Donoso (Santiago de Chile, 21 de noviembre de 1979), es un director de cine y guionista chileno, reconocido por su película Empaná de pino. Oyarce ha sido identificado como parte de una generación de cineastas chilenos que escapan de lo comercial y usan sus producciones de forma "poética, intimista y libidinal".

## Trayectoria
Después de titularse como publicista en la Universidad de Santiago, Oyarce ingresó a estudiar en la Escuela de Cine de Chile, donde egresó como director de cine. En 2006 publicó su primer largometraje, Los bastardos, junto a Rodrigo Marín y Santiago Correa como parte de su tesis de grado.
En 2008 estrenó Empaná de pino, una película de terror protagonizada por la artista y performer Hija de Perra, a quien conoció en la discoteque Blondie de Santiago. La cinta es uno de los primeros largometrajes de ficción en Chile con temática queer y protagonizado por un transformista. Empaná de pino se convirtió en una película de culto por su tratamiento del transformismo, crudeza y marginalidad.
En 2017 estrenó el documental La última vedette, que se centra en Maggie Lay, ex vedette de la desaparecida revista teatral picaresca Bim Bam Bum. En 2022 publicó Tan inmunda y tan feliz, un documental sobre la trayectoria de Hija de Perra tras su fallecimiento en 2014.

## Estilo
En 2018, la investigadora estadounidense Vania Barraza identificó el trabajo de Wincy Oyarce como parte de una estética "poética intimista-libidinal" en el cine chileno de la primera década del siglo XXI, junto al trabajo de cineastas como Matías Bize, Alicia Scherson, Dominga Sotomayor y Alberto Fuguet.
Carl Fischer planteó que Empaná de pino, junto a las películas El pejesapo y Naomi Campbel han "problematizado las fronteras entre lo real y lo ficticio para reclamar el acceso de las personas trans" en Chile, antes del éxito mundial de Una mujer fantástica.

## Filmografía
- Los bastardos (2006)
- Empaná de pino (2008)
- Otra película de amor (2012)
- Niño bien (2013)
- La última vedette (2017)
- Tan inmunda y tan feliz (2022)

## Premios
| Año  | Trabajo                 | Premiación      | Nominación                                                  | Resultado | Ref.   |
| ---- | ----------------------- | --------------- | ----------------------------------------------------------- | --------- | ------ |
| 2008 | Empaná de pino          | Festival Cine B | Premio del público                                          | Ganadora  | [ 13 ] |
| 2021 | Tan inmunda y tan feliz | FICValdivia     | Mejor película en etapa de posproducción                    | Ganadora  | [ 14 ] |
| 2021 | Tan inmunda y tan feliz | FICValdivia     | Mejor película chilena del Futuro, categoría postproducción | Ganadora  |        |
| 2022 | Tan inmunda y tan feliz | FICValdivia     | Premio del público, categoría largometraje                  | Ganadora  |        |
| 2022 | Tan inmunda y tan feliz | FICValdivia     | Premio especial del jurado, categoría largometraje          | Ganadora  |        |
| 2022 | Tan inmunda y tan feliz | FIDOCS          | Mención especial del jurado en la competencia nacional      | Ganadora  |        |
| 2023 | Tan inmunda y tan feliz | Amor Festival   | Premio del público                                          | Ganadora  | [ 15 ] |